# Lemon (요네즈 켄시의 노래)
Lemon(일본어: レモン)은 일본의 싱어송라이터 요네즈 켄시가 발표한 곡으로 2018년 3월 14일 소니 뮤직을 통해 싱글로 발매되었다. 이 곡은 일본 드라마 언내추럴의 주제곡이기도 하다. 음반은 일본에서 CD가 50만장, 디지털 음원이 300만장이 팔렸다.

## 음악
2018년 2월 26일, 뮤직비디오가 유튜브에 공개되었다. 뮤직비디오는 교회에서 촬영되었고, 조회수는 현재 8억 5천만뷰를 조회하여, 일본에서 가장 많은 조회수를 기록한 뮤직비디오가 되었다.

## 배경
켄시는 레몬과 관련된 여러 인터뷰에서 레몬과 다른 곡의 배경에 대해 이야기했다. 임시 제목은 "메멘토"였다. 켄시는 "저는 제 기억 어딘가에서 온 것 같다고 생각하는데, 그걸 제대로 설명할 수 없어요."라고 말했다. 녹음 전날까지도, 켄시는 가사를 쓰고 있었고, 마지막 두 가사인 "切り分けた果実の片方の様に, 今でもあなたは私の光"가 갑자기 그의 머릿속에 떠오르며, 그는 "아, 이 노래는 진짜로 '레몬'이었군."이라고 말했다고 한다. 켄시는 앨범 커버의 일러스트도 직접 그렸다. 그는 레몬의 생생함과 신선함에 집중하여 전형적으로 죽음과 관련된 것과는 다른 이미지를 제시했다. 노래 장르는 발라드를 선정했으나, 단순한 발라드는 켄시의 관심을 끌지 못했고, 켄시는 노래가 순수하게 우울해지는 것을 원하지 않았다. 그래서 그는 슬픈 단어를 춤으로 승화하고, 리듬을 건너뛰는 여러 시도를 했다. 켄시는 일본 전국 투어를 하는 동안 노래를 만들었고, 그러는 동안 그의 할아버지가 사망했다. 켄시는 이에 대해 오랫동안 고뇌했고, 평소보다 노래를 작업하는 시간이 더 오래 걸렸다.

## 곡 목록
전체 작사·작곡: Kenshi Yonezu
| #            | 제목                    | 재생 시간 |
| ------------ | ----------------------- | --------- |
| 1.           | 〈Lemon〉               | 4:16      |
| 2.           | 〈Cranberry & Pancake〉 | 3:30      |
| 3.           | 〈Paper Flower〉        | 4:35      |
| 총 재생 시간 | 총 재생 시간            | 12:21     |